# Emily (Sängerin)
Emily (Emilie Knobloch, * 28. August 1996 in Hamburg) ist eine deutsche Sängerin.

## Hintergrund
Bekannt wurde sie Anfang 2006, als der deutsche Musikproduzent Michael Rick sie als Stimme für die deutschsprachige Version des Musikprojektes Pinocchio gewann. Mit der Single Klick Klack stieg es bis auf Platz 3 der deutschen Singlecharts und wurde für mehr als 150.000 verkaufte Singles mit einer Goldenen Schallplatte ausgezeichnet. Auch in den Nachbarländern Österreich und Schweiz platzierte es sich in den Top 10.
Auf der Basis dieses Erfolges entstand Ende 2006 Emilys Debütalbum Emilys Welt, produziert von Rick und Arn Schlürmann. Als erste Single wurde der Titel Nano (vom Planeten X) ausgekoppelt, in der sie davon erzählt, wie sie eines Nachts in ihrem Kinderzimmer Besuch von einem Außerirdischen bekommt. In ihrer zweiten Single Simsalabim rächt sich die „Zauberin“ an allen Menschen, die sie ärgern, indem sie sie verhext, sie aber letztendlich wegen ihrer Gutmütigkeit zurückverwandelt.